# 女体山古墳
女体山古墳（にょたいさんこふん）は、群馬県太田市内ケ島町にある帆立貝形古墳（または造り出し付き円墳）。国の史跡に指定されている。
古墳名称の「女体山」は、隣接する「男体山古墳」（太田天神山古墳の別名）に対するものである。

## 概要
- 墳丘全長106m[1]、全長140m
- 後円部径84m、高さ7m
- 造り出し部幅18m、高さ1m

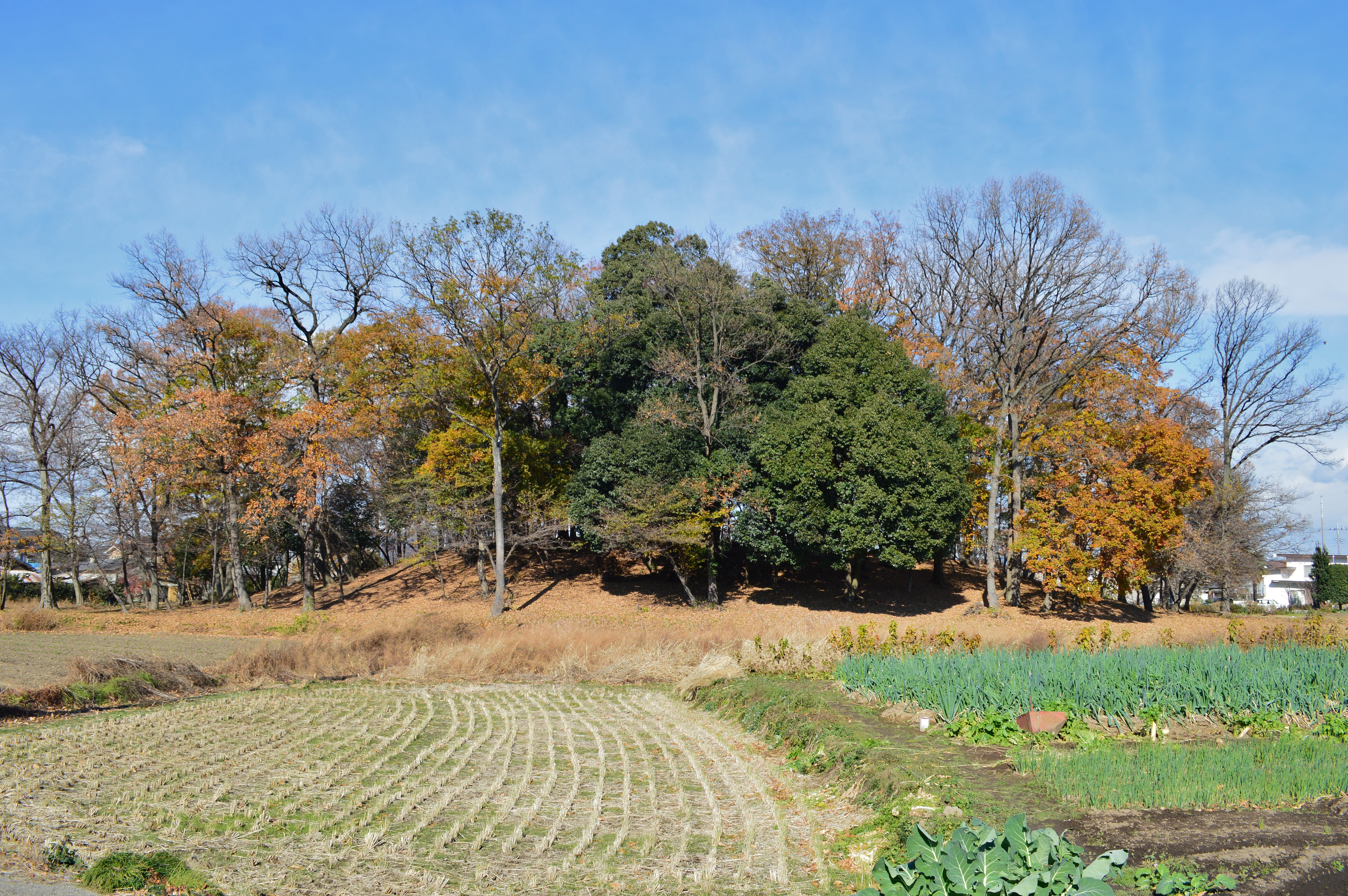
全景

標高40mの台地上に立地する。帆立貝形古墳としては、宮崎県西都市の男狭穂塚古墳（墳長175m）、奈良県北葛城郡河合町の乙女山古墳（墳長129m）と並び全国3位、関東では最大の規模を誇る。
昭和2年（1927年）に国の史跡に指定された。発掘調査は行われていないが、主体部は竪穴系と推定され、円筒埴輪や形象埴輪（盾）が採取されている。
配置や主軸方向などから、当古墳と、隣接する太田天神山古墳とは密接な関係があると考えられる。両古墳とも晋尺（1尺 = 24センチ）の25尺を単位として設計されており、一連の計画に基づく築造と思われるが、当古墳は太田天神山古墳にわずかに先行して5世紀中葉に築造されたと考えられている。
令和元(2020)年、墳丘下草約1400平方メートルを焼失する火災が発生。出火原因を調査している。